# جاده ای۱۷۷ (انگلستان)
جاده ای۱۷۷ (انگلیسی: A177 road) یکی از جاده‌های کشور انگلستان است.
این جاده از شهرک استاکتون-آن-تیز شروع و در شهر دورهام به پایان می‌رسد، طول این جاده ۳۴.۹ کیلومتر است.